# Radio Experiment Rome, February 1981
Radio Experiment Rome, February 1981 – album Roberta Wyatta nagrany w Rzymie w 1981 i wydany w 2009 r.

## Historia i charakter albumu
W połowie lutego 1981 r. Robert Wyatt wraz z żoną Alfie Benge zostali zaproszeni na tydzień do Rzymu we Włoszech. Wyatt miał dokonać nagrań dla programu Rai Radiotre "Un certo discorso" Pasquale'a Santoliego, który był producentem serii tych programów. Według jego wypowiedzi: Chcieliśmy wykorzystać szczególną rolę radia, aby dać słuchaczom różne punkty widzenia na muzykę i kulturę.
Wyatt spędził w studiu 5 dni pomiędzy 16 a 20 lutego 1981 r. Przez pierwsze trzy dni swobodnie i bez żadnych przeszkód po prostu grał na fortepianie to, co mu aktualnie przychodziło. 3 dnia ekipa nagrywająca zaczęła nagrywać jego próby i potem miksować pewne ich fragmenty. W ten sposób powstał utwór "Prove sparse" (Rozrzucone próby). 
19 lutego nagrywający sprzęt 8-ścieżkowy został oficjalnie włączony i Wyatt nagrał "Born Again Cretin" (o Nelsonie Mandeli), 'Opium War", "Heathens Have No Souls".
20 lutego, w piątkowy wieczór, Robert nagrał resztę utworów, w tym poświęcony Charliemu Pakerowi "Billie's Bounce", który Parker nagrał w 1945 r. W sumie cała sesja nagraniowa dostarczyła 45 minut muzyki.

## Lista utworów
| 1. | Opium War              | 7:14  |
|    |                        |       |
| 2. | Heathens Have No Souls | 7:12  |
|    |                        |       |
| 3. | L'albero degli zoccoli | 8:28  |
|    |                        |       |
| 4. | Holy War               | 3:35  |
|    |                        |       |
| 5. | Revolution Without "R" | 3:24  |
|    |                        |       |
| 6. | Billie's Bounce        | 1:30  |
|    |                        |       |
| 7. | Born Again Cretin      | 2:35  |
|    |                        |       |
| 8. | Prove sparse           | 10:10 |
|    |                        |       |
|    |                        | 44:08 |
|    |                        |       |

## Muzycy
Robert Wyatt – wokal, pianino, instrumenty klawiszowe, przedmioty, drumla, instrumenty perkusyjne

## Opis płyty
- Producent – Pino Saulo
- Miejsce nagrania – Rzym, sala M, Centro di Produzione Radio Roma
- Data nagrania – 16 lutego–20 lutego 1981 r.
- Inżynier – Roberto Carapellucci
- Cyfrowy transfer z analogowych taśm – Marco Diodato
- Mastering i montaż – Fabrizio De Carolis
- Studio – Reference Studio, Roma
- Fotografia (Robert Wyatt w Reggio Emilia 6 września 1986) – Alessandro Achilli
- Projekt graficzny – Umberto Cappadocia
- Czas trwania – 44:14
- Firma nagraniowa – Domino REWIGCD 46 (2008) (WB)